# Ленки-Шляхецке (гмина)
Ленки-Шляхецке (пол. Łęki Szlacheckie)—сельская гмина (волость) в Польше, входит как административная единица в Пётркувский повет, Лодзинское воеводство. Население — 3707 человек (на 2004 год).

## Сельские округа
1. Адамув
2. Бенчковице
3. Цесле
4. Добренице
5. Добренички
6. Доршин
7. Фелицья
8. Гурале
9. Хута
10. Лесёполе
11. Ленки-Шляхецке
12. Огродзона
13. Пиваки
14. Подстоле
15. Теклин
16. Томава
17. Тшепница
18. Жерехова

## Прочие поселения
1. Антонелюв
2. Домброва
3. Игнацув-Шляхецки
4. Янув
5. Колёня-Томава
6. Колёня-Тшепница
7. Колёня-Жерехова
8. Кузница-Жереховска
9. Нивы
10. Ольшины
11. Редуч
12. Станиславув
13. Выкно

## Соседние гмины
1. Гмина Гожковице
2. Гмина Масловице
3. Гмина Ренчно
4. Гмина Розпша